# 想い出パズル
「想い出パズル」（おもいでパズル）は、1981年3月1日に発売された榊原郁恵の20枚目のシングル。

## 解説
- シングル発売20曲目となる記念楽曲であり、大人の失恋の雰囲気を出した内容の楽曲である。オリコンチャート最高42位、総売り上げ約5.3万枚でスマッシュヒットとなった[1]。
- 作詞を担当したのは、シンガーソングライターでもあり、ものまねタレントとしても活躍した篠塚満由美。
- B面の「ときめき年頃」は、東芝テレビ「ときめき・サーボビジョンシリーズ」のCMソングとして使用された。

## 収録曲
1. 想い出パズル
作詞：篠塚満由美／作曲：馬飼野康二／編曲：船山基紀
2. ときめき年頃
作詞：竜真知子／作曲：井上忠夫／編曲：いしだかつのり